# Hylaeus aspricollis
Hylaeus aspricollis är en biart som först beskrevs av Joseph Vachal 1901.  Hylaeus aspricollis ingår i släktet citronbin, och familjen korttungebin. Inga underarter finns listade i Catalogue of Life.